# Playa Roquerío
Der Playa Roquerío ist ein Strand im Norden der Livingston-Insel im Archipel der Südlichen Shetlandinseln. Im Norden des Kap Shirreff liegt er zwischen den Landspitzen Punta René und Punta Fidelidad.
Wissenschaftler der 45. Chilenischen Antarktisexpedition (1990–1991) benannten ihn deskriptiv nach der landestypischen Bezeichnung für einen felsigen Strandabschnitt.